# Soziologischer Neoinstitutionalismus
Der Soziologische Neoinstitutionalismus ist ein theoretischer Ansatz der Soziologischen Organisationstheorie, dessen Grundlagen die amerikanischen Soziologen John W. Meyer und Brian Rowan ab den späten 1970er Jahren entwickelt haben.

## Basiskonzepte
Der Theorieansatz erklärt Strukturen und Operationsweisen von Organisationen durch den Bezug auf Normen, Erwartungen und Leitbilder ihrer institutionellen Umwelt. Durch Prozesse der Isomorphie gleichen sich Organisationen ihrer institutionellen Umwelt an, um als vorbildlich, rational und effektiv zu gelten. Der Ansatz erklärt die Ausgestaltung von Organisationen somit nicht über technisch-ökonomische Effizienz, sondern über die Notwendigkeit, von der Umwelt Legitimität zugesprochen zu bekommen. In der Folge tendieren Organisationen dazu, Rationalitätsmythen zu erzeugen und Legitimitätsfassaden zu errichten.
Ein weiteres Konzept dieses Ansatzes ist der Begriff des organisationalen Feldes, den Paul J. DiMaggio und Walter W. Powell eingeführt haben, um die Strukturangleichung von Organisationen und Homogenität von Managementpraktiken für eine bestimmte Klasse von Organisationen zu erklären. Damit konkretisieren die Autoren den von Meyer und Rowan eingeführten Gedanken der Isomorphie. Demnach findet Angleichung nicht nur mit Blick auf die abstrakte institutionelle Umwelt, sondern auch zwischen Organisationen in einem Feld statt. Sie formulierten als Hypothese, dass je stärker eine Organisation von einer anderen abhängig ist, „desto stärker wird sie sich hinsichtlich ihrer Strukturen, ihrer Kultur und ihres Verhaltens jener Organisation angleichen“. Dabei lässt sich zwischen drei verschiedenen Isomorphie-Mechanismen unterscheiden: Isomorphie durch Zwang, Isomorphie durch mimetische Prozesse und Isomorphie durch normativen Druck.

## Kritik
Kritisch eingewandt wurde gegen diesen Theorieansatz, dass er das Modell des rational und autonom handelnden Akteurs ablehnt und an seine Stelle den unreflektiert und routinemäßig handelnden Akteur setzt. Auch seien mit diesem Ansatz weder sozialer Wandel noch Innovationen erklärbar. Meyer und Rowan haben mit der Entkopplungsthese diese Kritik teilweise relativiert. Sie besagt: Die Organisation hält in ihren formalen Strukturen die von der Umwelt geforderte Fassade aufrecht, kommt aber mit den davon entkoppelten Aktivitäten im technischen Kernbereich deren Anforderungen mit rationalen Entscheidungen nicht nach. Diese Zusatzhypothese ist selbst unter Vertretern dieses Theorieansatzes umstritten, da sie die theoretischen Ausgangsannahmen unterminiere.